# Macropis steironematis
Macropis steironematis är en biart som beskrevs av Robertson 1891. Macropis steironematis ingår i släktet lysingbin, och familjen sommarbin.

## Underarter
Arten delas in i följande underarter:
- M. s. opaca
- M. s. steironematis